# Krystyna Moszumańska-Nazar
Krystyna Moszumańska-Nazar   (Lviv, 5 de setembre de 1924 - Cracòvia, 27 de setembre de 2008) fou una compositora, professora i rectora polonesa de l'Acadèmia de Música de Cracòvia.

## Biografia
Va assistir a l'escola de germanes benedictines armènies, a l'escola de música Anna Niementowska de Lviv, i després al Conservatori de Lviv. Després de la Segona Guerra Mundial, forçada a abandonar Lviv, ciutat annexada a l'URSS, s'instal·là a Cracòvia, on es graduà a l'Escola Estatal Superior de Música (Państwowej Wyższej Szkoły Muzycznej, PWSM) com a estudiant de Jan Hoffman a la classe de piano i d'Stanisław Wiechowicz a la de composició.
Després de graduar-se, va ensenyar piano i teoria al PWSM de Cracòvia; entre els seus alumnes hi havia: Katarzyna Gärtner, Wojciech Karolak, Krzysztof Meyer i Andrzej Zieliński. Des de 1963 va ensenyar al PWSM de Cracòvia, actualment Acadèmia de Música. El 1975 esdevingué degana, el 1978 vicerectora i el 1987 rectora d'aquesta universitat (fins al 1993). Gràcies a ella, l'escola va obtenir la seu actual, al centre de la ciutat, a l'antic edifici del partit polític Partit dels Treballadors Units de Polònia (Polska Zjednoczona Partia Robotnicza, PZPR) de Cracòvia.
Els principals premis obtinguts en concursos internacionals els anys 1961 i 1962 van cridar l'atenció de la comunitat. La conseqüència va ser la primera actuació al Festival de Tardor de Varsòvia l'any 1963. En poc temps va guanyar el rang de la més gran compositora polonesa després de Grażyna Bacewicz. Les obres dels anys seixanta van seguir la tendència del sonorisme, amb una tradició moderada en les posteriors. El signe més característic de la compositora fou l'ús freqüent i inventiu de la bateria.
El destí em va fer estar en estret contacte amb molt bons bateries polonesos, principalment de jazz, i virtuosos en general: M. Ptaszyńska, J. Pilch, J. Stefański, LH Stevens, que em van inspirar en aquest àmbit amb el seu virtuosisme i creativitat. Em van demanar que els escrigués música. Van dir que sentia la bateria, van interpretar aquestes cançons. I així vam crear 3 Estudis per a percussió solista, Percussió de punta a punta, Fantasia per a marimba solista, Variants per a piano i percussió, Interpretacions per a flauta, cinta i percussió, i finalment una peça per a cinc percussionistes. La percussió també té un paper important en obres de cambra com Cançó de cançons, Challenge, Bel canto, Hexaèdre, Pour orchester, Rapsod II, Variacions concertants per a flauta i orquestra de cambra i, finalment, Concert per a orquestra.
L'any 2009, el Festival Internacional de Música Contemporània de Cracòvia es va dedicar íntegrament a la memòria de Krystyna Moszumańska-Nazar.
Obres
Va compondre unes 70 obres, entre elles:
- Hexaèdre per a orquestra (1960)
- Música per a cordes (1962)
- Èxode per a orquestra (1964)
- Fresk I (1988), II (1992) i III "Lwowski" (1993) per a orquestra simfònica
- Leggiero e mobile per a orquestra (1996), Cracòvia 1997
- Variazioni concertanti per a flauta i orquestra de cambra (1965/1966)
- Concert per a percussió i orquestra (1998)
- Madonnas poloneses per a cor mixt i orquestra, amb text de Jerzy Harasymowicz-Broniuszyc (1974)
- Peces de cambra i vocals

Fou la sogra de Joanna Wnuk-Nazarowa, directora d'orquestra i antiga ministra de cultura.

## Premis i condecoracions
El 1999, va rebre la Creu de Comandant de l'Orde de Polònia Restituta. Abans, l'any 1993, havai rebre la Creu d'Oficial d'aquesta orde.